# Erik Hamren
Pour le footballeur suédois, voir Erik Hamrén.
Erik Hamren (né le 21 août 1986 à Coto de Caza, Californie, États-Unis) est un lanceur de relève droitier des Ligues majeures de baseball qui a joué avec les Padres de San Diego en 2011.

## Carrière
Erik Hamren est drafté par les Cubs de Chicago au 37e tour de sélection en 2008. Après un bref passage en ligues mineures dans l'organisation des Cubs, il joue au baseball indépendant en 2010 puis rejoint les 
Padres de San Diego, qui l'assignent aux mineures au début 2011.
Les Padres rappellent Hamren des mineures durant la saison 2011 après l'échange qui envoie, le 31 juillet, le releveur Mike Adams aux Rangers du Texas. Hamren fait ses débuts dans les majeures le 1er août 2011 par une brève sortie d'une manche en relève contre les Dodgers de Los Angeles. Il savoure sa première victoire dans les majeures le 23 août contre les Giants de San Francisco. Il apparaît dans 14 matchs des Padres en 2011 et maintient une moyenne de points mérités de 4,38 en 12 manches et un tiers lancées.
Après une saison 2012 passée dans les mineures, il rejoint les Braves d'Atlanta le 17 avril 2013.